# Aloe francombei
Aloe francombei ist eine Pflanzenart der Gattung der Aloen in der Unterfamilie der Affodillgewächse (Asphodeloideae). Das Artepitheton francombei ehrt Colin Francombe, Manager einer Ranch in Kenia.

## Beschreibung

### Vegetative Merkmale
Aloe francombei wächst stammbildend und verzweigt von der Basis aus. Die aufrechten oder aufsteigenden Triebe sind bis zu 40 Zentimeter lang. Die 15 bis 20 dreieckigen Laubblätter bilden Rosetten. Die trübgrüne, manchmal rot überhauchte Blattspreite ist bis zu 31 Zentimeter lang und 7 bis 8 Zentimeter breit. Auf ihr sind,  vor allem auf der Unterseite, wenige oder viele weiße elliptische Flecken vorhanden. Die festen, braun gespitzten Zähne am Blattrand sind bis zu 4 Millimeter lang und stehen 7 bis 9 Millimeter voneinander entfernt. Der Blattsaft ist gelb.

### Blütenstände und Blüten
Der Blütenstand besteht aus bis zu acht Zweigen und erreicht eine Länge von bis zu 60 Zentimeter. Die ziemlich dichten, zylindrischen Trauben sind 6 bis 20 Zentimeter lang. Die dreieckigen Brakteen weisen eine Länge von 10 bis 12 Millimeter auf und sind 3 Millimeter breit. Im Knospenzustand sind sie ziegelförmig angeordnet. Die hellrosafarbenen Blüten sind auf ihrer Oberfläche winzig pustulat. Ihre Zipfel sind weiß gerandet. Die Blüten stehen an 8 bis 13 Millimeter langen Blütenstielen. Die Blüten sind 25 Millimeter lang und an ihrer Basis gerundet. Auf Höhe des Fruchtknotens weisen die Blüten einen Durchmesser von 5,5 Millimeter auf. Darüber sind sie auf 7 Millimeter erweitert und schließlich zur Mündung auf 6 Millimeter verengt. Ihre äußeren Perigonblätter sind auf einer Länge von 12 bis 14 Millimetern nicht miteinander verwachsen. Die Staubblätter und der Griffel ragen 2 bis 5 Millimeter aus der Blüte heraus.

## Systematik und Verbreitung
Aloe francombei ist in Kenia im Schatten von Büschen auf felsigen Hängen in Höhen von 1520 bis 1650 Metern verbreitet.
Die Erstbeschreibung durch Leonard Eric Newton wurde 1994 veröffentlicht.

## Nachweise